# Blaise Patrix
Pour les articles homonymes, voir Patrix.
Blaise Patrix est un artiste peintre de double nationalité, française et burkinabè, né le 4 juin 1953 à Paris, mort le 21 avril 2023.[réf. nécessaire]
Après avoir vécu à Ouagadougou (1982-1997) et à Dakar (1998-2001), il partage sa vie entre Bruxelles, Gênes et la Haute-Normandie. Dans les années 1990, il développe le concept d'« art socia(B)le » à travers le projet « les ateliers pARTage ».

## Biographie
Bien que né dans le 17e arrondissement de Paris en 1953, Blaise Patrix n'est pas un enfant de la capitale : en 1958, son père, l'artiste peintre Michel Patrix, et sa mère, Annie Aubrun-Patrix, quittent le 63bis, rue Dulong pour s'installer à Reilly dans l'Oise, puis définitivement à Gonneville-sur-Scie dans la Seine-Maritime. Le jeune Blaise étudie les arts plastiques dans l'atelier de son père dont il rencontrera la plupart des amis (comme l'architecte Édouard Albert, le cinéaste Jacques Baratier, les peintres Pierre Dmitrienko, Jacques Busse, Jean Cortot, Dany Lartigue ou Jean-Marie Calmettes) et dont « il présentera les mêmes dons généreux » suivis en 1971 mais surtout l'amicale bienveillance du peintre et sculpteur Alfred Lerond,  d'Héronchelles,complèteront son apprentissage. 
À l'âge de 17 ans (1970, à la suite de sa première exposition collective avec le Groupement d'Art Populaire -GAP- à La Ciotat), Blaise Patrix part effectuer un périple d'un an en Afrique de l'Ouest, notamment dans le Sahel et au Burkina Faso (alors encore Haute-Volta) ou il voyage à pied des mois durant. A cette occasion, la rencontre avec un savoir vivre sahélien qu'il estime plus respectueux de la symbiose universelle, le marque au point qu'il choisira dix ans plus tard de retourner s'y installer pour une vingtaine d'années. De retour en Europe, après deux années passées à Bois-le-Duc (1971-1972), il présente sa première exposition personnelle Galerie Rollin à Rouen (1973). Il séjourne dans cette ville de 1974 à 1981 où il adhère au groupe de "la Rougemare", enseigne la sérigraphie à la Maison des jeunes et de la culture du plateau à Canteleu en même temps qu'il présente des expositions personnelles en France et en Allemagne. Il revient s'installer à Ouagadougou en 1981 (à  Nonsain puis à Kologho Naba ). Jacques Busse, commentant la relation picturale de Blaise Patrix à l'Afrique (« des compositions énergiquement maîtrisées »), évoque un « émerveillement », un « choc initial » qui nous sont dans un premier temps restitués dans ses portraits mêlant ou alternant les expressions de fierté et d'humilité...
Dans un second temps, la peinture africaine de Blaise Patrix s'éloigne de la figuration : « Écartées les images, ce furent la lumière et la nuit, les couleurs et les cris, les secrets et les signes, les demeures et les passages, les matières et les savoir-faire qu'il capta désormais dans des peintures qui sont dites abstraites informelles ou matiéristes, en fait là-bas parfaitement concrètes et plus ressemblantes que n'importe quelle représentation désuète ».
Le séjour burkinabè de Blaise Patrix connait plusieurs interruptions : en 1986, c'est avec le sculpteur Ky Siriki et le peintre de batik Noufou Ouedraogo qu'il séjourne et expose en Allemagne, dans la ville de Belm. Il revient en Allemagne en 1989 pour l'exposition itinérante Auf dem Burkina, suivie d'une exposition au centre Jean-Renoir de Dieppe.
En 1990, une première exposition de son travail en Afrique est présentée sous le titre "Symbiose" à l'hôtel de ville du Havre, suivis d'expositions en la Galerie Médiane de Rouen, et en l'espace Commines à Paris. Il présente l'exposition Symbiose en 1991 successivement au palais Bénédictine de Fécamp puis à Galerie Artec de Mannheim et à la  Galerie Jordi Boronat de Barcelone.
À deux reprises, en 1991 puis en 1992, il suit à Pastrana, en Espagne, les cours de gravure et de lithographie de l'Université d'Alcalá de Henares en compagnie d'artistes latino-américains, puis reste en résidence au couvent désaffecté San Francisco. 
Il produit a cette occasion la série intitulée Aujourd'hui, en hommage à la Princesse d'Eboli. D'après lui, la Princesse d'Eboli, veuve d'un éminent conseiller du Roi eut l'audace de tenir tête à Felippe II tout en réunissant fileurs de soie maurisque venus d'Andalousie commerçants juifs,les uns et les autres prétendument convertis à la suite de la seconde inquisition, ensemble avec des tisserands chrétiens tournaisiens autour de l'activité de la manufacture de tapisserie qu'elle édifia dans son Fief. 
L'artiste tire sa conviction d'informations glanées auprès d'habitants férus d'histoire ainsi que de ses promenades quotidiennes durant trois mois à la découverte des témoignages du faste passé de ce petit village miné par l'exode rural. Il restait en effet quelques tapisseries dans la sacristie. Les clés de voûtes des portes cochères et les façades montrent paradoxalement ici l'épée de l'inquisition, ici encore l'étoile de David plus loin des arabesques maurisques. le Monastère qu'elle fit construire à l'orée du défilé menant à Cuenca, au-dessus de la grotte de habitée par Saint Jean de la Croix. Sa correspondance avec Therèse d'Avila, qui parait il la jugeait "Trop de ce monde" pour entrer dans les ordres comme elle en faisait la demande. Son entêtement à maintenir la tenue du marché le mercredi à l'encontre de l'édit royal faisant obligation de tenir le marché le samedi, de façon à contraindre les juifs qui ne seraient pas réellement convertis à renier leur Shabat... . Autant de signes qui portent l'artiste à croire que qu'il faut chercher la raison de l'emprisonnement de la princesse dans son propre palais durant les dix dernières années de sa vie et non, comme l'a prétendu Giusepe Verdi dans un opéra, parce qu'elle aurait tenté de séduire le roi. Alors que le roi armait les conquistadors qui ont amorcé par leur pillages la richesse de l'Europe, cette femme avait, d'après Blaise Patrix, l'ambition d'une rencontre inter-culturelle unilatéralement bénéfique. Avec un demi millénaire d'avance son ambition est encore souhaitable de nos jours. 
En 1993, Il voyage aux Caraïbes. la Ville du Marin (Martinique) l'invite à la semaine culturelle qu'elle consacre aux religions syncrétiques, l'hôtel de région de Martinique présentant son travail à Fort-de-France. Après un bref séjour en Haiti, il présente l'exposition Le pont à la Galerie Motte de Genève. En 1994, il est invité à présenter la même exposition Le Pont à l'hôtel de ville du Havre, à l'hôtel de région Midi-Pyrénées, enfin à Souillac dans le cadre d'une résidence d'artiste. La présentation de ce travail inaugure la programmation d'expositions du tout nouveau Centre international des étudiants et stagiaires (C.I.E.S.) à Paris.
Le FRAC Normandie soutient la création  de sa première œuvre d'art socia(B)le, un tableau monumental destiné à être enrichi de tags puis soumis à l'intervention des jeunes de la cité La Houssière de Saint-Étienne-du-Rouvray ; Il mène une intervention d'art socia(B)le avec les employés de l'usine Toshiba de Martin-Église, conçue pour intégrer des participations sous forme de peinture et de dessin collés. Sa réalisation sur place donne lieu à l'animation d'un atelier créatif à l'attention de seize volontaires. L'atelier, ouvert aux visites aux heures de détentes prend en compte les observations des collaborateurs. Une enquête menée six mois après sa mise en place révèle que 98% du personnel s'identifie à la co-création ainsi réalisée.
En 1996 il est invité au festival Plein Air Painting de Santa Catalina (Californie). Son travail est représenté par les galeries Chassie Post (New York) et Atlanta) et Imago (Palm Desert), lui offrant un deuxième voyage aux États-Unis en 1999.
De 1998 à 2001 (cette dernière date à compter de laquelle, avec sa famille, il vivra principalement à Bruxelles), il s'installe au Sénégal où il expose à la Galerie Atiss dirigée par Aïssa Dione, ainsi qu'à plusieurs reprises aux États-Unis (Los Angeles et New York). En 2001, un séjour de Blaise Patrix sur l'Ile de Lampedusa lui inspire une série intitulée Clandestins.
En 1993, c'est à la demande de Guy Maurette, directeur du Centre Culturel français de Ouagadougou, qu'il s'investit, dans le cadre du festival Ouag'art, dans la formation d'une quinzaine d'artistes burkinabé. Parallèlement, Blaise Patrix poursuit le développement à l'échelle internationale du concept d'« art socia(B)le » avec la production de co-créations spontanées gratifiant durablement dans son univers quotidien la créativité collective spontanée d'un public donné (Belgique, France, Italie, Finlande, Burkina Faso, territoires occupés de Palestine, Bulgarie). Depuis 2006, le projet « Les ateliers pARTage », regroupe cette part de son activité. Des œuvres d'art urbain, de design graphique ou d'objet sont créées au sein de ces projets à partir de productions d'ateliers ouverts à des publics les plus divers. Leur processus créatif et leur publication ont pour finalité de créer du lien social et de favoriser la réappropriation du cadre de vie par les citoyens tout en stimulant un lien créatif et participatif entre une population et son environnement quotidien. L'« Art socia(B)le » suscite l'intérêt et l'adhésion de professionnels de l'urbanisme, du travail social, de la gestion des ressources humaines en entreprise et de l'enseignement supérieur, domaine dans lequel il intervient depuis 2011 à l'IESSID à Ixelles. « La chance d'avoir longuement bénéficié de l'apport humaniste d'une culture très différente de celle qui m'a vu naître, dit Blaise Patrix, m'a porté a une réflexion personnelle sur l'utilité sociale de la création artistique. »
Dans le même esprit, Blaise Patrix aime accompagner aujourd'hui ses expositions (Rouen en mai 2015, Mosnac en août 2015) d'ateliers participatifs de peinture en cercle.

## Expositions personnelles
- Galerie Rollin, Rouen, 1973, 1977.
- L'innocence perdue, Hôtel de ville de Königswinter, 1977.
- Château de Mondétour, Morgny-la-Pommeraye, 1977.
- La foire, Galerie P.R. Laurent, Rouen, 1978.
- Institut français de Bonn, 1978.
- Hommage à Malcolm Lowry, Galerie P.R. Laurent, Rouen, 1979.
- L'autoroute, Galerie P.R. Laurent, Rouen, 1980.
- La foire, Galerie P.R. Laurent, Rouen, 1981.
- Centre culturel français, Ouagadougou, 1982, 1983, 1984, 1985, 1986, 1987, 1988, 1989.
- Galerie Jordi Boronat, Barcelone, 1990.
- Symbiose, Centre d'action culturelle Jean-Renoir, Dieppe (Seine-Maritime), 1990.
- Galerie Motte, Genève, 1990, 1991.
- Galerie les Alizés, Bruxelles, 1991
- Galerie Artec, Mannheim, 1991.
- Galerie Médiane, Rouen, 1991, 1993, 1995.
- Palais Bénédictine, Fécamp, 1991.
- Hôtel de ville, Le Havre, 1992, 1995.
- Galerie La Turlure, Le Havre, 1991, 1992, 1993, 1995.
- Espace Commines, Paris, 1992.
- Galerie Septentrion, Marcq-en-Barœul, 1993, 1995.
- Conseil général de Martinique, Fort-de-France, 1993.
- Secrets et territoires, Couvent San Francisco, Pastrana, 1994.
- C.I.E.S., Paris 1994, 1995.
- Territoires et passages, Centre culturel français, Ouagadougou, 1995.
- Galerie les Alizés, Bruxelles, 1995.
- Secrets et territoires, Théâtre de l'Écharde, Rouen, 1995.
- Le Pont, Casino de Forges-les-Eaux, 1995.
- Demeures, secrets, territoires et passages, Chapelle Saint Martin Souillac, 1995.
- Demeures et passages, Hôtel de région, Toulouse, 1995.
- Galerie Fabrice Galvani, Toulouse, 1995.
- Demeures, Ernie Wolf gallery, Los Angeles, 1995.
- Galerie Artescence, Abidjan, 1998.
- Nourritures premières, African Muse Gallery, Paris, 1998.
- Galerie Farafina, Ouagadougou, 1998.
- Œuvres récentes, Espace 061, Rouen, 1998.
- Imago Gallery, Palm Desert, 1999.
- Galeria Ghilione, Gênes, 2000[20].
- Galeria Mares, Pavie, 2000.
- Galeria Montcada, Barcelone, 2000.
- Galerie AMG, Paris, 2000.
- Casa Ferro Costa, Milan, 2001.
- Galerie Arte (Joëlle Le Bussy), Dakar, 2001.
- Galerie Atiss, Dakar, 2001[7].
- Galerie de l'Europe, Paris, 2002.
- Château de Bornato, Cazzago San Martino, 2002.
- Ouakam, paroles d'océan, Galerie Luc Berthier, Paris, 2003[21].
- Café Garibaldi, Gênes, 2005.
- The Center, Bruxelles, 2005.
- La Chesneraie, Gréoux, 2006.
- Compania de Barcelone, 2006.
- Galerie@all, Shanghaï, 2005[22].
- Cabinet Bremens, Cité internationale, Lyon, février-mai 2007[23].
- Spazio M&M, Gênes, 2008.
- La Source, Galerie Iconoclastes, Paris, 2008[24].
- Galerie La Ruelle, Bruxelles, 2009.
- Hôtel de ville de Rouen, mai 2015[9].
- Blaise Patrix - Symbioses, peintures récentes, La Perche, Bruxelles, février-mars 2020.
- Blaise Patrix - Les anges déchus, Spazio Unimediamodern Contemporary Art, palazzo Stefano Squarciafico, Gênes, novembre 2022 - janvier 2023[25],[26],[27].
- Blaise Patrix - Rétrospective, Hilton Brussels Grand Place, Bruxelles, mars-décembre 2023[28],[29].

## Réception critique
- « Tels ceux de Giacometti, les portraits de Blaise Patrix sont construits de l'intérieur. La forme extérieure y est déterminée à partir d'un centre qui semble être à la fois le regard du modèle et celui, empathique, de l'artiste. Tout cela est rendu possible par la manière picturale où ce sont les différences de matière lisse ou grenue, de qualité du trait, fouillé ou cursif, qui génèrent les contours du visage, du torse ou des mains. C'est là la force d'une peinture qui, s'affirmant comme telle, nous dit de la personne portraiturés infiniment plus que pourrait nous dire un tableau platement figuratif ou, a fortiori, une simple photographie. Ainsi, Blaise Patrix manifeste d'un seul mouvement la haute idée qu'il se fait de l'Homme et de la peinture. » - Alain Le Métayer[23]
- « Des portraits pour nous confronter à nouveau au mystère du visage de l'autre. Plus que portraits, apparitions bouleversantes de ce qui pourrait être, à travers le voile ou le masque de traits familiers, le visage de ces femmes ou de ces hommes qui nous font face sur la toile. Portraits qui portent traces de l'exigence du moment où ils ont pris la pose, une pause afin de laisser le temps défaire les traits que la vie en société leur a imposés. Où le peintre, dans ce face-à-face aigu, a tenté de mettre en signes ce qui ne cesse d'échapper, de rester à jamais sans forme. Portraits radicalement dissemblants "à l'image de l'insondable dissemblance de l'autre". » - Roland Shön[23]
- « Monotype et pastel sur papier, utilisation de plumes d'oiseau, technique mixte sur lin, lavis et collage sur papier marouflé, pigments... Blaise Patrix maîtrise un alphabet universel pour rendre une vision claire, à l'apparente douceur qui contraste avec la violence de certains sujets abordés. » - Philippe Tual[9]

## Collections publiques
- Musée d'art moderne André-Malraux, Le Havre.
- Fonds régional d'art contemporain, Fort-de-France.
- Fonds régional d'art contemporain, Rouen.
- Bibliothèque de la ville de Rouen, Allegria Forse, poésie de Yves Ruper, peintures de Blaise Patrix, livre d'artiste en exemplaire unique.
- Hôtel de Région Midi-Pyrénées, Toulouse.
- Hôtel de Région, Fort-de-France.
- Mairie du Marin, Martinique.
- Mairie de Souillac.
- Centre international des étudiants et stagiaires, Paris.
- Ville de Pastrana (Espagne).
- Université d'Alcalá de Henares, Espagne.
- Théâtre-fondation de l'île Santa Catalina, Californie.

## Collections privées
- Palais Bénédictine, Fécamp.
- Xénia Muratova[37].
- Usine Toshiba, Martin-Église, fresque sur toile.

## Sculptures monumentales
- Institut français de Dakar, Solarités.

## Églises
- Saint-Paul-de-Vence, station du Chemin de croix.

## Créations«art socia(B)le»(ateliers "partage")

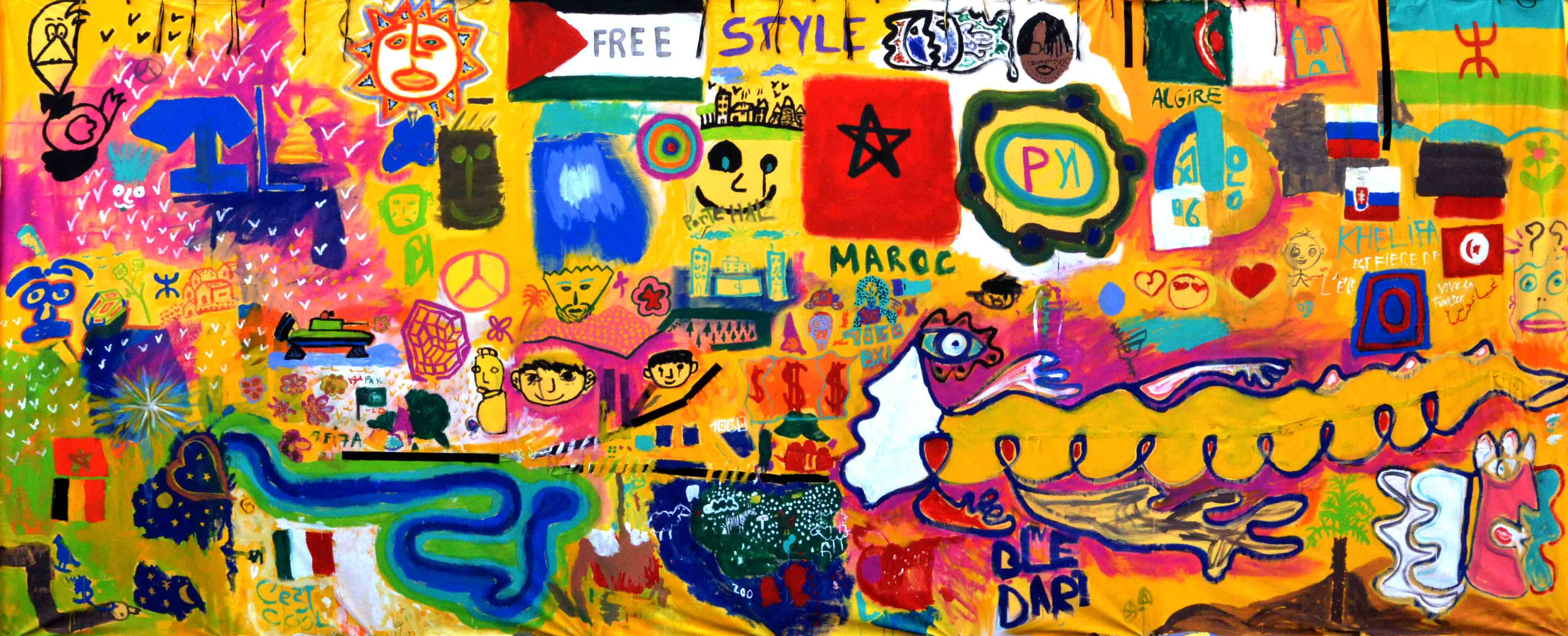

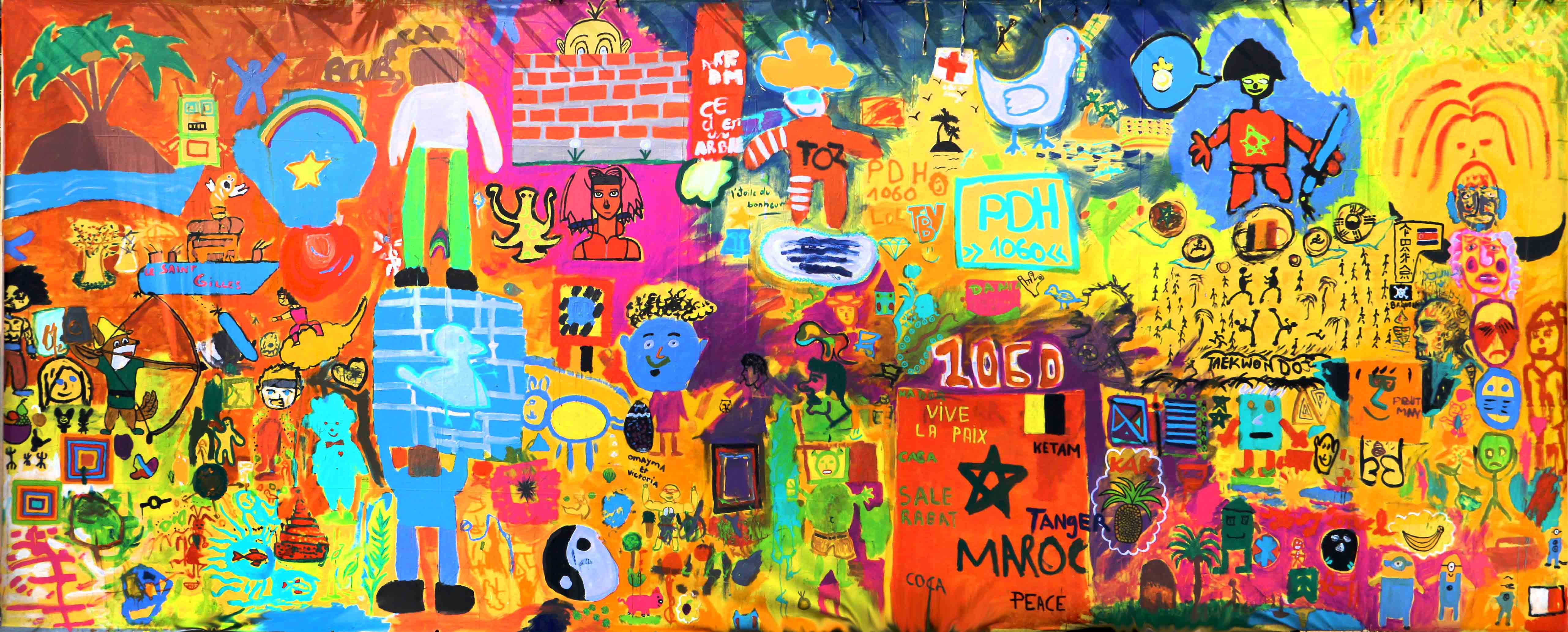
Bonjour voisin, Beste Buurmann ?, fresque sur bâche 80m avec la participation d'habitants du quartier Jacques-Franck, commune de Saint-Gilles, Bruxelles, 2013

- Dieppe, entreprise TOSHIBA, Martin L'église, fresque 24 M2 peinture et collage sur toile, avec la participation du personnel, 1998.
- Bruxelles, cour de l'Institut des filles de Marie (1 000 élèves), Saint-Gilles, fresque, 2006-2007[38],[39].
- Chimay, Ma planète en urgence, fresque participative de 300M2, Collège Saint-Joseph, participation de 100 élèves, 2008[12].
- Bruxelles, Fresque polaire (sur les enjeux du développement durable), station de métro Belgica (Jette), participation de 500 personnes, 2009-2010[40],[41].
- Bruxelles, Métrocool, fresque murale de 40 m2, station de métro Bockstael, rue des artistes, participation de 300 personnes, 2009[42].
- Bruxelles, Hall de la Maison des Femmes de Schaerbeek, Installation d'un mobile créé à partir des productions d'un "atelier-de-peinture-en-cercle", 2010.
- Bruxelles, Bonjour voisin, Beste Buurman ? fresque urbaine participative imprimée sur bâche, rue de Mérode, quartier Jacques-Franck, Commune de Saint-Gilles, participation de 300 habitants, 2013[43] (photos ci-contre).
- Schaerbeek, rue Destouvelles, quartier Gaucheret, fresque, 2013[44],[45].
- Qalqilya (Cisjordanie), Strong together, fresque participative de 320 m2, participation de 300 personnes, 2014[46].
- Veliko Tarnovo (Bulgarie), Peinture-en-cercle, octobre 2014[47].
- Ville de Mers-les-Bains, Journées du Patrimoine, 22 septembre 2019[48].
- Kaya (Burkina Faso)), Terre ceinte à Kaya, fresque participative[49].
- Ouidah (Bénin), fresque murale de 150m2 dans le cadre du festival vodun, Biennale de Ouidah, août 2022[50],[51].

## Livres illustrés
- Muriel Bloch, La marchande de soleils, illustrations de Blaise Patrix, Éditions Thierry Magnier, 2002[52].
- Albert Russo, Sang mêlé, ou ton fils Léopold, couverture de Blaise Patrix, roman, Ginkgo éditeur, 2007.
- Annie Aubrun-Patrix[53], Yog'Aplomb (yoga et aplomb), illustrations de Blaise Patrix, Paradox, Paris, 2013.

## Cinéma
- La Princesse Yennega dessin animé de Claude Le Gallou et Blaise Patrix, graphisme de Blaise Patrix, Festival d'Annecy, 1986[54].
- Univers palimpseste, œuvre collective, B2Fays (Béatrice de Fays), 2008[55].